# Stemma di Nauru
Lo stemma nazionale di Nauru fu creato nel 1968 subito dopo l'indipendenza dello Stato ed è stato adottato ufficialmente nei primi anni 1970.

## Descrizione e significato
Lo stemma è costituito da uno scudo troncato; nel cantone superiore è raffigurato il simbolo alchemico del fosforo (in riferimento alle miniere di fosfato dell'isola), in bianco su fondo scaccato in oro (allusione al popolo di Nauru). Nel cantone inferiore, a sinistra vi è una fregata appollaiata su un trespolo sopra le onde del mare (allusione alla fauna), mentre a destra vi è un ramo fiorito (allusione alla flora).
Lo scudo è contornato dai simboli delle antiche tribù dell'isola (denti di squalo, rami di palma e piume di fregata). Il tutto è sormontato dalla stella a 12 punte, presente anche nella bandiera di Nauru, che identifica l'isola, il fosfato (colore bianco) e le dodici tribù originarie dell'isola (i dodici raggi). Più in alto vi è l'epigrafe Naoero (il nome di Nauru in nauruano), e in basso il motto God's will first (Prima il volere di Dio).